# John Cavil
John Cavil (Numărul Unu) este un personaj fictiv interpretat de Dean Stockwell în serialul reimaginat Battlestar Galactica. În episodul "Six of One" din al patrulea sezon este dezvăluit că John Cavil este Numărul Unu. John apare prima dată în episodul final al sezonului al doilea, "Lay Down Your Burdens: Partea I".

## Biografia personajului
John Cavil, sau Numărul Unu, este un model humanoid de Cylon, care apare a fi un om excentric și extrem de rațional, având în jur de peste șaizeci de ani. Clonele Cavil au un comportament foarte sarcastic și un simț dezvoltat al umorului. Ei nu sunt religioși, nu iau  moartea în serios și reprezintă singurul model Cylon care este ateu. Un model Cavil este văzut pentru prima dată la bordul navei Galactica în rolul unui preot care oferă îndrumare spirituală și poartă numele de "Fratele Cavil".